# Enrique Metinides
Jaralambos Enrique Metinides Tsironides (12. února 1934 – 10. května 2022) byl mexický fotograf a fotožurnalista. S fotografií začal pracovat jako dítě, když mu jeho otec daroval fotoaparát. Brzy začal fotografovat napodobeniny populárních akčních filmů a autonehody poblíž otcovy restaurace. Svou první fotografii zveřejnil v novinách, když mu bylo dvanáct a ve třinácti se stal neplaceným asistentem v magazínu La Prensa. Jeho kariéra kriminálního fotografa pokračovala až do roku 1997, kdy odešel do důchodu, ale od té doby si jeho práce získala uznání sama o sobě a byla vystavována v galeriích a na dalších místech v Mexiku, Spojených státech a Evropě. Metinides, přezdívaný El hombre que vio demasiado (Muž, který viděl příliš mnoho), zemřel 10. května 2022.

## Životopis
Metinides se narodil v Mexico City a byl řeckého původu.
Když mu bylo deset let, jeho otec mu daroval fotoaparát Brownie. Brzy poté začal fotografovat autonehody v ulicích čtvrti San Cosme v Mexico City, kde žil. Rozšířil to na příležitosti, které našel na policejní stanici, chodil do márnice a stal se dobrovolníkem Červeného kříže, který jezdil se sanitkami. Své první mrtvé tělo vyfotografoval a svou první fotografii zveřejnil, když mu bylo pouhých dvanáct let. Ve třinácti letech se stal neplaceným asistentem kriminálního fotografa v La Prensa a od běžných novinářských fotografů získal přezdívku „El Niño“ (chlapec).
Poté, co ho redakce La Prensa propustila, odešel v roce 1997 do důchodu a už dokumentární scény zločinu nebo katastrof nefotografoval. Měl však sbírku více než 4000 miniaturních sanitek, hasičských vozů, postaviček hasičů a zdravotníků, které fotografoval v komponovaných aranžmá zobrazujících katastrofické scény. Měl také velkou sbírku plastových žab.
Až do své smrti nadále pobýval v Mexico City. Enrique Metinides zemřel 10. května 2022, bylo mu 88 let.

## Kariéra
Metinides pracoval jako fotograf dokumentující zločiny od roku 1948 do svého nuceného odchodu do důchodu v roce 1997, pořídil tisíce snímků a sledoval stovky příběhů v Mexico City a jeho okolí, jako jsou místa činu, autonehody a přírodní katastrofy.  Jeho práce byly publikovány hlavně v „nota roja“ (doslova „červené zprávy“ kvůli krvavým obrázkům), v rubrikách a křížem krážem v žurnálech o událostech charakterizovaných hrubým textem a senzacechtivou fotografií zabývající se násilím a smrtí. Po jeho odchodu do důchodu začala být jeho práce oceňována pro svou vlastní zásluhu a uměleckou hodnotu, byla vystavována v Mexiku, Spojených státech a Evropě.
V letech 2011 až 2013 putovala kolekce 101 fotografií vybraných fotografem Evropou a Amerikou pod názvem 101 Tragedies of Enrique Metinides (101 tragédií Enriqua Metinidese). Fotografie byly vydány také jako kniha se stejným názvem, s rozšířenými popisky a biografií autora.
Další fotografie a díla fotografa byly těžištěm jednotlivých výstav v místech, jako je například Josée Bienvenu Gallery, New York (2008), Anton Kern Gallery, New York (2006), Blum & Poe, Los Angeles (2006), Club Fotografico de México, Mexico City (2005), Kunsthal, Rotterdam (2004), The Photographer's Gallery, Londýn (2003), Air de Paris, Paříž (2003), Royal College, Londýn (2002, 2003), Museo Universitario de Ciencias y Arte Mexická národní autonomní univerzita, Mexico City (2000). Mezi významné kolektivní výstavy patří ty v Nicholas Metivier Gallery, Toronto (2012), Sanfranciské muzeum moderního umění (2012), Kominek Gallery, Berlín (2012), Muzeum moderního umění, New York (2008), NRW Forum Kultur und Wirtschaft, Düsseldorf (2006), Center for Contemporary Art, Antverpy (2004), Casa de América, Madrid (2004), Central de Arte Guadalajara, Guadalajara (2004), Galerie Cantal Crousel, Paříž (2002), Kunst-Werke Institute for Contemporary Art, Berlín (2002), PS1, New York (2002) a Centro de la Imagen, Mexico City (2002).
Jeho práce získaly ceny od mexické vlády, sdružení novinářů, záchranných a soudních organizací a společnosti Kodak of Mexico. V roce 1997 obdržel cenu Espejo de Luz (Zrcadlo světla), nejvyšší cenu udělovanou fotografům v Mexiku.

## Fotografický styl
Metinedesův styl začal jako základní bulvár, nejprve se zaměřoval na poničené automobily, ale brzy poté se začal zaměřovat na oběti a pracovníky záchranných sborů. Většina fotografií je černobílá, ale některé jsou barevné.
Zatímco žánr se zaměřuje na příšerné a niterné a jeho agresivní styl dělá jeho práci srovnatelnou s prací newyorského kriminálního fotografa Weegeeho. Jednou, když vzpomínal na svůj příjezd na místo letecké havárie, prohlásil, že až poté, co naexponoval své tři roličky filmu, šel pomáhat se záchranou. Obsah, styly a kontexty těchto dvou se však liší. To, co činilo Metinidesovo dílo zvláštní a populární, nebyla ani tak témata, jako spíše zahrnutí tváří agresorů, mrtvol, dalších obětí, pracovníků záchranářů a přihlížejících pro emocionální dopad. Jeden z nejpozoruhodnějších snímků Metinidese je z roku 1979, zobrazující novinářku Adelu Legarretu Rivasovou, kterou právě srazilo a zabilo auto. Je vidět s očima stále otevřenýma a vklíněná mezi dva telefonní sloupy. Je čerstvě nalíčená a má upravené vlasy na tiskovou konferenci o své nejnovější knize. Napravo je záchranář těsně předtím, než položí látku zakrývající tělo novinářky.
Metinidesova estetika je odvozena od populárních filmů své doby, zejména černobílých akčních filmů souvisejících s policií a gangstery. Jeho první snímky v dětství byly na těchto filmech založeny a také na autonehodách, které se často stávaly před restaurací jeho otce. Tento filmový vliv je vidět na sledu fotografií, od prostředí až po detaily, běžné pro nastavení scén ve filmech. Dokonce i jeho použití širokoúhlých objektivů a záblesku i během dne pochází z prohlížení snímků zpravodajských fotografů, které viděl ve filmech.
Sean O'Hagan z Guardian uvádí dílo autora: Uprostřed vraků aut, hořících budov, zásahů elektrickým proudem, autobusů visících nejistě nad nadjezdy nebo ponořené v řekách mi tento obrázek vždy utkvěl v paměti jako symbol toho, jak brilantní a nemilosrdný fotograf Metinides je. Jeho umění, můžeme-li to tak nazvat, je katalogem smrti a utrpení v celé své náhodné, často absurdní každodennosti. Ale je to víc než to. Je to katalog intruze. Dělá z nás všechny voyeury, zvláště když je zobrazen v kontextu galerie.